# Gone Dead Train: The Best of Crazy Horse 1971-1989
Gone Dead Train: The Best Of Crazy Horse 1971-1989 es un álbum recopilatorio del grupo estadounidense Crazy Horse, publicado por el sello Raven Records en noviembre de 2005. El álbum recopila material de los cinco álbumes del grupo, publicados entre 1971 y 1989.

## Lista de canciones
1. "Gone Dead Train" (Nitzsche/Titelman) - 4:09
2. "Dance, Dance, Dance" (Young) - 2:13
3. "Beggars Day" (Lofgren) - 4:31
4. "I Don't Want to Talk About It" (Whitten) - 5:20
5. "Downtown" (Whitten/Young) - 3:16
6. "Rock and Roll Band" (Jordan) - 3:11
7. "Don't Keep Me Burning" (Curtis) - 4:14
8. "Lady Soul" (Curtis) - 3:35
9. "Don't Look Back" (Curtis) - 3:28
10. "She's Hot" (Antoine, Sampedro) - 3:11
11. "Downhill" (Sampedro) - 4:13
12. "End of the Line" (Molina) - 3:01
13. "Going Down Again" (Molina) - 3:25
14. "Thunder and Lightning" (Sampedro/Talbot) - 3:59
15. "Left for Dead" (Mone) - 4:20
16. "Child of War" (Mone) - 3:35
17. "World of Love" (Mone) - 4:29
18. "Pill's Blues" (Whitsell) - 4:02
19. "Let Me Go" (Whitten) - 3:47